# Jan Čaloun
Jan Čaloun (né le 20 décembre 1972 à Ústí nad Labem en Tchécoslovaquie aujourd'hui ville de République tchèque) est un joueur professionnel de hockey sur glace.

## Carrière en club
Il commence sa carrière dans la ligue junior de son pays en 1990 en jouant pour le club du HC Chemopetrol Litvínov. La saison suivante, il joue dans la ligue de première division de Tchécoslovaquie.
En 1992, il est choisi lors du repêchage d'entrée dans la Ligue nationale de hockey par les Sharks de San José en tant que 75e joueur repêché (quatrième ronde). Il continue tout de même à jouer dans son pays pour l'équipe de Litvínov jusqu'en 1994.
Il signe alors dans la Ligue internationale de hockey pour les Blades de Kansas City, équipe affiliée à la franchise de la LNH des Sharks. Il ne parvient pas à se faire une place au sein de l'effectif de la LNH et joue soit dans la LIH soit dans la Ligue américaine de hockey avec les Thoroughblades du Kentucky. Lors de la saison 1996-1997, il est élu au sein de la seconde équipe type de la saison de la LAH.
Ne parvenant pas à s'imposer, il part jouer dans le championnat élite de Finlande, la SM-liiga, pour le HIFK. Il trouve ses marques dans la SM-liiga et lors de la saison 1997-98, il est le meilleur pointeur (48 points) et est également désigné en tant que joueur de l'équipe type de la saison. Il remporte également le titre de champion de Finlande et goûte ainsi à la Coupe d'Europe.
Lors de la saison suivante, il est une nouvelle fois élu dans l'équipe type de la saison en tant que meilleur pointeur de la saison et des play-offs. Il est également sacré meilleur joueur de la saison. Toujours avec le HIFK, il gagne le Veikkaus Golden Helmet et signe en 2001 pour le club du Blues Espoo.
En 2004-05, il commence la saison dans le championnat de Russie et joue pour deux équipes différentes le Severstal Tcherepovets et le Sibir Novossibirsk néanmoins, il n'y reste pas longtemps et il finit la saison avec sa première équipe. Au cours de cette même saison, il joue également deux matchs dans l'équipe de sa ville natale, le HC Slovan Ústečtí Lvi qui évolue dans la seconde division, la 1.liga. La saison suivante, il joue pour le HC Pardubice et y passe trois saisons avant de signer en 2007-08, pour l'équipe de sa ville natale.

## Statistiques
| Saison    | Équipe                     | Ligue         |    | Saison régulière | Saison régulière | Saison régulière | Saison régulière | Saison régulière |   | Séries éliminatoires | Séries éliminatoires | Séries éliminatoires | Séries éliminatoires | Séries éliminatoires |
| Saison    | Équipe                     | Ligue         | PJ | B                | A                | Pts              | Pun              | PJ               | B | A                    | Pts                  | Pun                  |                      |                      |
| 1989-1990 | HC Chemopetrol Litvínov    | Extraliga Jr. |    |                  |                  |                  |                  |                  |   |                      |                      |                      |                      |                      |
| 1990-1991 | HC Chemopetrol Litvínov    | 1.liga tch.   | 50 | 28               | 19               | 47               | 12               |                  |   |                      |                      |                      |                      |                      |
| 1991-1992 | HC Chemopetrol Litvínov    | 1.liga        | 37 | 32               | 5                | 37               |                  | 9                | 7 | 6                    | 13                   |                      |                      |                      |
| 1992-1993 | HC Chemopetrol Litvínov    | 1.liga        | 47 | 44               | 23               | 67               |                  |                  |   |                      |                      |                      |                      |                      |
| 1993-1994 | HC Chemopetrol Litvínov    | Extraliga     | 38 | 25               | 17               | 42               |                  | 4                | 2 | 2                    | 4                    |                      |                      |                      |
| 1994-1995 | Blades de Kansas City      | LIH           | 76 | 34               | 39               | 73               | 50               |                  |   |                      |                      |                      |                      |                      |
| 1995-1996 | Sharks de San José         | LNH           | 11 | 8                | 3                | 11               | 0                |                  |   |                      |                      |                      |                      |                      |
| 1995-1996 | Blades de Kansas City      | LIH           | 61 | 38               | 30               | 68               | 58               |                  |   |                      |                      |                      |                      |                      |
| 1996-1997 | Sharks de San José         | LNH           | 2  | 0                | 0                | 0                | 0                |                  |   |                      |                      |                      |                      |                      |
| 1996-1997 | Thoroughblades du Kentucky | LAH           | 66 | 43               | 43               | 86               | 68               | 5                | 0 | 1                    | 1                    | 6                    |                      |                      |
| 1997-1998 | HIFK                       | SM-Liiga      | 41 | 22               | 26               | 48               | 73               | 9                | 6 | 11                   | 17                   | 6                    |                      |                      |
| 1998-1999 | HIFK                       | LEH           | 5  | 4                | 2                | 6                | 26               | 3                | 1 | 1                    | 2                    | 30                   |                      |                      |
| 1998-1999 | HIFK                       | SM-Liiga      | 51 | 24               | 57               | 81               | 95               | 8                | 8 | 6                    | 14                   | 31                   |                      |                      |
| 1999-2000 | HIFK                       | LEH           | 4  | 1                | 3                | 4                | 6                | 1                | 0 | 1                    | 1                    | 0                    |                      |                      |
| 1999-2000 | HIFK                       | SM-Liiga      | 44 | 38               | 34               | 72               | 94               | 9                | 3 | 6                    | 9                    | 10                   |                      |                      |
| 2000-2001 | HIFK                       | SM-Liiga      | 24 | 8                | 14               | 22               | 42               |                  |   |                      |                      |                      |                      |                      |
| 2001-2002 | Blues Espoo                | SM-Liiga      | 48 | 15               | 43               | 58               | 49               | 3                | 1 | 1                    | 2                    | 25                   |                      |                      |
| 2002-2003 | Blues Espoo                | SM-Liiga      | 46 | 22               | 33               | 55               | 6                | 7                | 5 | 4                    | 9                    | 4                    |                      |                      |
| 2003-2004 | Blues Espoo                | SM-Liiga      | 44 | 16               | 23               | 39               | 42               |                  |   |                      |                      |                      |                      |                      |
| 2004-2005 | Severstal Tcherepovets     | Superliga     | 5  | 0                | 0                | 0                | 0                |                  |   |                      |                      |                      |                      |                      |
| 2004-2005 | Sibir Novossibirsk         | Superliga     | 1  | 0                | 0                | 0                | 0                |                  |   |                      |                      |                      |                      |                      |
| 2004-2005 | HC Chemopetrol Litvínov    | Extraliga     | 24 | 26               | 13               | 39               | 47               | 6                | 1 | 2                    | 3                    | 16                   |                      |                      |
| 2004-2005 | HC Slovan Ústečtí Lvi      | 1.liga        | 2  | 1                | 3                | 4                | 2                |                  |   |                      |                      |                      |                      |                      |
| 2005-2006 | HC Pardubice               | Extraliga     | 48 | 19               | 20               | 39               | 14               |                  |   |                      |                      |                      |                      |                      |
| 2005-2006 | HC Pardubice               | CE            | 2  | 0                | 0                | 0                | 2                |                  |   |                      |                      |                      |                      |                      |
| 2006-2007 | HC Pardubice               | Extraliga     | 48 | 20               | 12               | 32               | 60               | 16               | 7 | 4                    | 11                   | 2                    |                      |                      |
| 2007-2008 | HC Slovan Ústečtí Lvi      | Extraliga     | 23 | 6                | 7                | 13               | 16               |                  |   |                      |                      |                      |                      |                      |
| 2008-2009 | HC Chemopetrol Litvínov    | Extraliga     | 2  | 0                | 1                | 1                | 2                | -                | - | -                    | -                    | -                    |                      |                      |
| 2008-2009 | HC Slovan Ústečtí Lvi      | 1.liga        | 30 | 12               | 7                | 19               | 20               | 13               | 3 | 5                    | 8                    | 12                   |                      |                      |
| 2009-2010 | HC Vrchlabí                | 1.liga        | 30 | 13               | 14               | 27               | 20               | -                | - | -                    | -                    | -                    |                      |                      |

## Carrière internationale
Il représente la Tchécoslovaquie lors des compétitions internationales suivantes :
Championnat d'Europe junior
- 1990

Championnat du monde junior
- 1992 - 5e place

À la suite de la partition de la Tchécoslovaquie, il représente la République tchèque lors des compétitions suivantes :
Championnat du monde
- 1993 -  Médaille de bronze
- 1999 -  Médaille d'or

Jeux olympiques d'hiver
- 1998 -  Médaille d'or